# بات كيسي
بات كيسي (بالإنجليزية: Pat Casey)‏ هو سياسي أيرلندي، ولد في 11 مارس 1961 في جمهورية أيرلندا. حزبياً، نشط في فيانا فايل. في 2016 Irish general election ‏، انتخب نائب دييل عن دائرة Wicklow (Dáil constituency) ‏ وقد انضم خلال فترته النيابية ‏ (10 مارس 2016 – ) للكتلة البرلمانية فيانا فايل.